# Adicella phyrne
Adicella phyrne är en nattsländeart som beskrevs av Schmid 1994. Adicella phyrne ingår i släktet Adicella och familjen långhornssländor. Inga underarter finns listade i Catalogue of Life.